# Бургер, Иоганн
Иоганн Бургер (нем. Johann Burger; 1773—1842) — австрийский агроном; профессор сельского хозяйства в клагенфуртском лицее.

## Биография
Иоганн Бургер родился 5 августа 1773 года в австрийском городе Вольфсберге в земле Каринтия в семье врача. Пошел по стопам отца и сперва изучал медицину в Клагенфурте, где получил степень магистра в 1794 году. После трёх лет медицинской практики, он продолжил свои медицинские исследования в университете Вены, затем работал в университете Фрайбурга, где и получил докторскую степень. После этого он вернулся в свой родной город и возобновил врачебную практику.
Сначала Бургер, как любитель, увлёкся садоводством, но со временем настолько пристрастился к сельскохозяйственным дисциплинам, что начал серьёзно изучать их теоретически и практически и вскоре приобрел известность, как профессор, ученый и опытный практик, ведущий рациональное хозяйство в своем собственном небольшом имении и занимающийся оценкой других имений.
Иоганн Бургер умер 24 января 1842 года в городе Вене.

## Избранные сочинения
- «Abhandlungen über die Naturgeschichte, Kultur und Benutzung des Mais» (1809);
- «Untersuchungen über die Möglichkeit und den Nutzen der Zuckererzeugung aus dem Safte der Weintrauben in den österreichischen Staaten». Verlag Leon Klagenfurt (1811);
- «Versuche über die Darstellung des Zuckers aus dem Safte inländischer Pflanzen» (1812);
- «Ueber die Theilung der Gemeindeweiden» (1816 — удостоено премии);
- «Lehrbuch der Landwirthschaft» (1819; 4-е издание этого труда были переведены на русский язык в 1838 году).